# اردک ماهی‌خوار پهلوپولکی
اردک ماهی‌خوار پهلوپولکی (نام علمی: Mergus squamatus) نام یک گونه از سرده اردک ماهی‌خوار است. این جانور در مناطق معتدل خاور آسیا زندگی می‌کند.